# Claus Ryskjær
Claus Ryskjær (* 26. Juni 1945 in Frederiksberg; † 12. Dezember 2016 in Farum) war ein dänischer Schauspieler.

## Leben
Claus Ryskjær war der Sohn des Malermeisters Henning Ryskjær († 1977) und der Friseurin Anna Carlsen († 2000). Er erhielt seine Schauspielausbildung von 1964 bis 1966 an der Privatteaternes elevskole in Kopenhagen. 1966 gab er am ABC Teatret sein Bühnendebüt. Als Bühnendarsteller trat er vor allem in Komödien und Revuen hervor, so war er unter anderem viele Jahre lang in der Tivolirevy im Tivoli und der Cirkusrevy im Dyrehavsbakken zu sehen.
Im Fernsehen hatte er ab 1973 eine durchgehende Rolle als Bo in der Serie Oh, diese Mieter!. In mehreren Filmen der Olsenbande spielte er Nebenrollen, so etwa 1977 als Yvonnes Neffe Georg in Die Olsenbande schlägt wieder zu. Daneben wirkte er auch häufig als Synchronsprecher in Zeichentrickfilmen.
Nachdem er zunehmend mit Lampenfieber zu kämpfen hatte, gab Ryskjær im Jahr 2008 das Ende seiner Schauspielkarriere bekannt und zog sich ins Privatleben zurück. Ryskjær starb am 12. Dezember 2016 im Alter von 71 Jahren. Er wurde eine Woche später im engsten Familienkreis anonym in Birkerød beigesetzt.
Ryskjær war von 1975 bis zu seinem Tod mit Elisabeth Rasmussen verheiratet, mit der er eine Tochter hatte.

## Filmografie
- 1968: Stormvarsel
- 1968: I den grønne skov
- 1969: Die Mädchen vom Eichenhof (Pigen fra Egborg)
- 1969: Den røde rubin
- 1969: Sjov i gaden
- 1970: Oktoberdage
- 1972: Die Olsenbande und ihr großer Coup (Olsen-bandens store kup)
- 1972: Nu går den på Dagmar
- 1973–1977: Oh, diese Mieter! (Huset på Christianshavn) – Fernsehserie
- 1975: Familien Gyldenkål
- 1977: Die Olsenbande schlägt wieder zu (Olsen-banden deruda’)
- 1980: Danmark er lukket
- 1981: Die Olsenbande fliegt über alle Berge (Olsen-banden over alle bjerge)
- 1981: Jeppe på bjerget
- 1984: Privatdetektiv Anthonsen (Anthonsen)
- 1984: Samson & Sally (Synchronstimme)
- 1985: Walter og Carlo – op på fars hat
- 1986: Valhalla
- 1987: Kampen om den røde ko
- 1989: Den røde tråd
- 1991: Høfeber
- 1997: Gufol mysteriet – Fernsehserie
- 1998: Der (wirklich) allerletzte Streich der Olsenbande (Olsen-bandens sidste stik)
- 2001: Olsenbande Junior (Olsen banden Junior)
- 2001: Grev Axel
- 2004: Tid til forandring
- 2006: Krummerne – så er det jul igen